# Almbachklamm

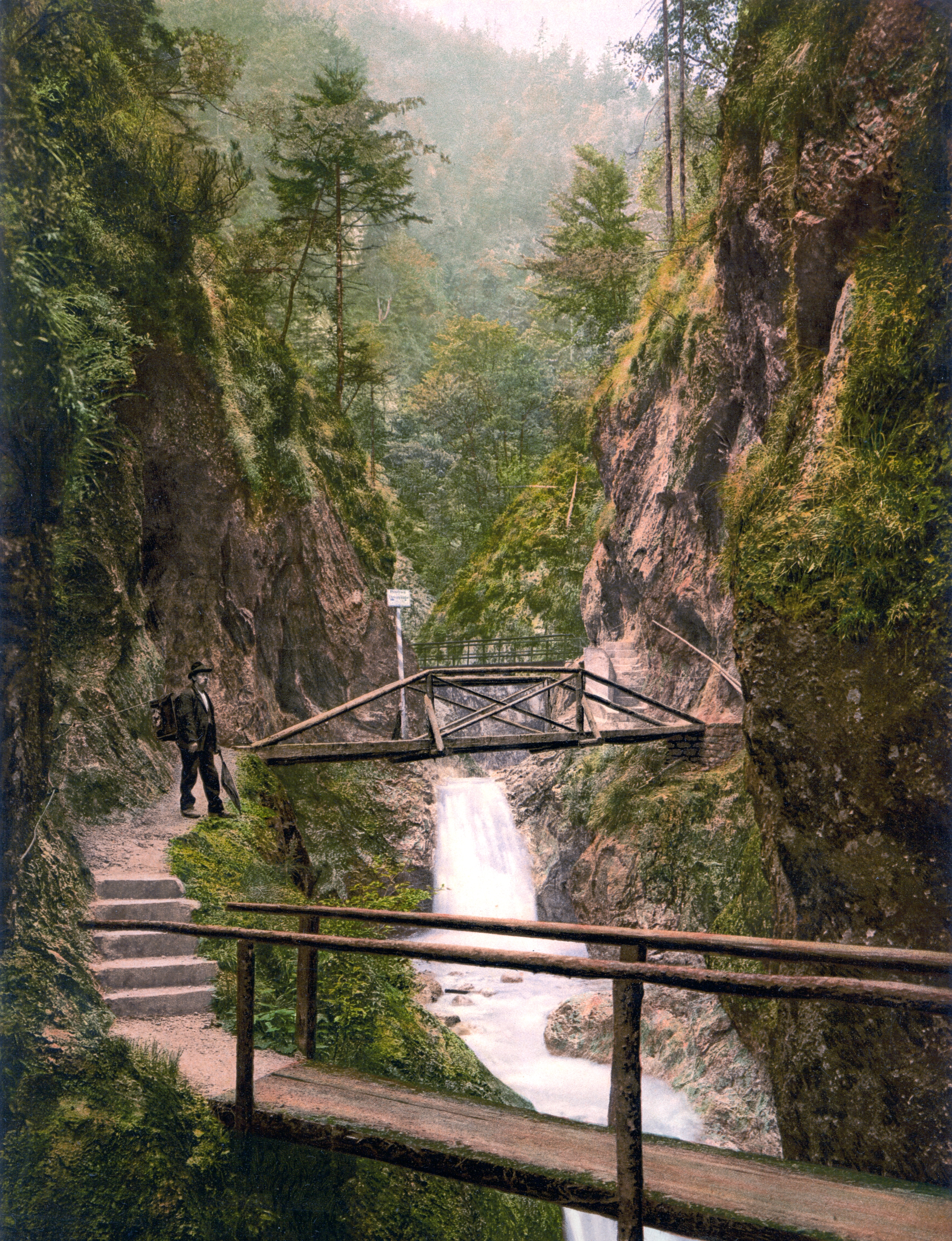
Die Klamm um 1900

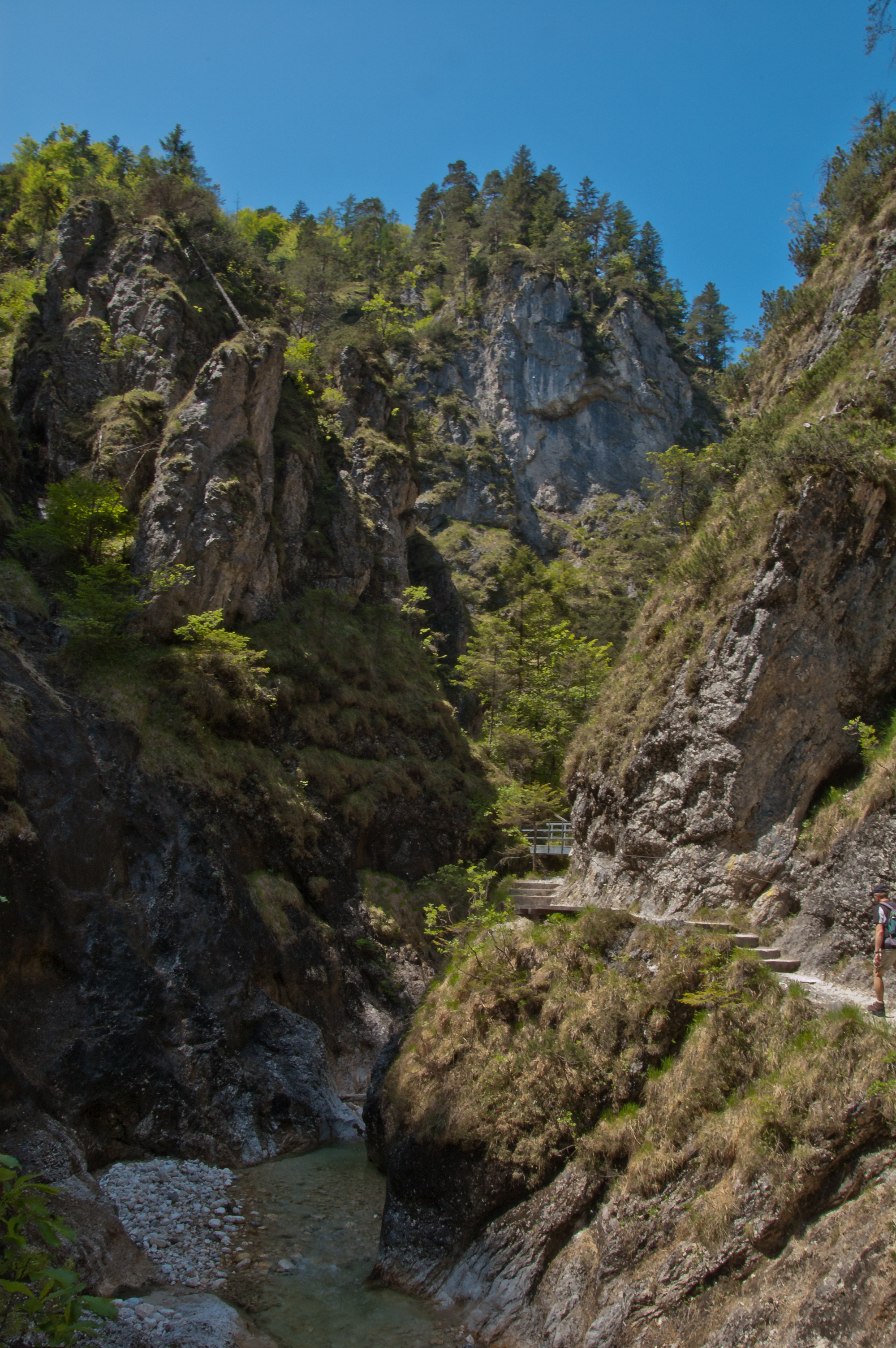
In der Klamm

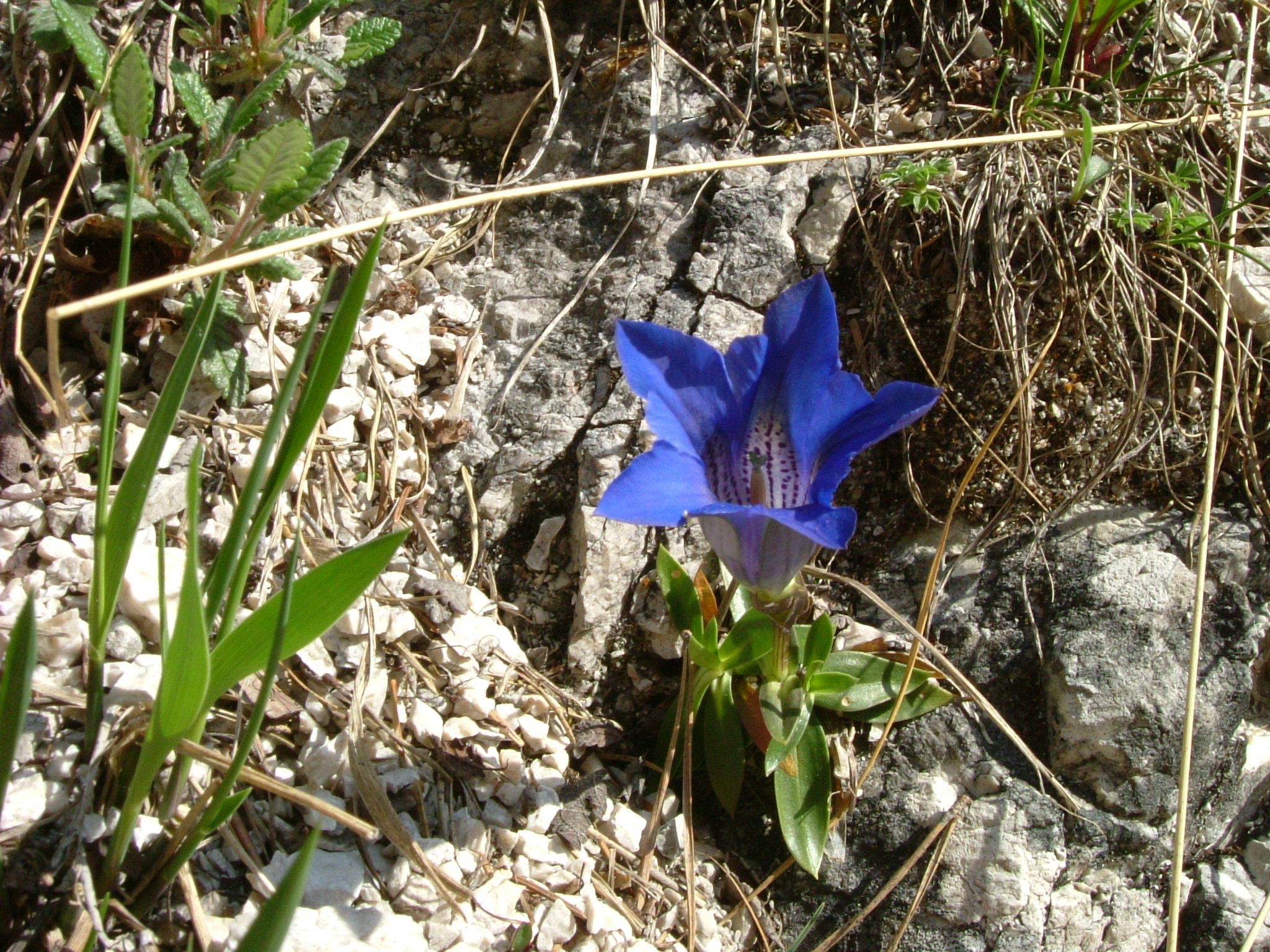
Clusius-Enzian (Gentiana clusii) in der Almbachklamm

Die Almbachklamm ist eine Klamm zwischen Ettenberg und Maria Gern am Untersberg in den Berchtesgadener Alpen, welche vom Almbach durchflossen wird.

## Entstehung der Almbachklamm
Die Entstehungsgeschichte der Almbachklamm beginnt mit dem Abschmelzen der Gletscher der letzten Eiszeit vor ca. 15.000 Jahren. Das Schmelzwasser und später das Niederschlagswasser schnitten sich in die einst zusammenhängenden alten Landoberflächen von Ettenberg und Maria Gern ein und trennten diese.
Über einen Wasserfall erreichte der Almbach aus einem Hochtal kommend die Berchtesgadener Ache als Seitenbach, dann begann er sich immer tiefer einzuschneiden. Die steilen Talflanken und die Wasserfälle des unteren Klammbereiches weisen dabei aufgrund ihrer Formen das jüngste Alter auf.
Der obere Bereich des Almbaches zwischen Rauhenkopf und Berchtesgadener Hochthron geht in seiner Formung auf ein durch lokale Gletscher gebildetes Kar zurück, das heute durch die zahlreichen Zuflüsse und Seitenbäche des Almbaches weiter zerteilt wird.

## Geotop
Die Almbachklamm ist vom Bayerischen Landesamt für Umwelt als wertvolles Geotop (Geotop-Nummer: 172R014) und Naturdenkmal ausgewiesen.

## Pflanzenwelt
Für die Pflanzenwelt ist die Almbachklamm ein vielfältiger Lebensraum. Auf kürzester Entfernung liegen so unterschiedliche Standorte wie der feucht-kühle Schluchtwald mit Esche und Bergahorn neben sonnig-wärmeliebenden Schneeheide-Kiefernwäldern; dazu kommen steile, feuchte Felsspalten, wo nur noch Algen und Moose ein Auskommen finden.
Eine weitere Besonderheit der Pflanzenwelt der Almbachklamm ist durch die geografischen Gegebenheiten bedingt. Das Einzugsgebiet der Klamm erstreckt sich bis über die Waldgrenze hinauf in eine Höhe von ca. 1900 m. Daher werden Pflanzen oder deren Samen aus den höheren Regionen als sogenannte „Schwemmlinge“ in die tiefer gelegenen Klammbereiche verfrachtet, so dass dort auf engstem Raum Pflanzen nebeneinander vorkommen, die natürlicherweise in verschiedenen Höhenlagen aufzufinden wären.
Alles zusammen genommen, machen diese Verhältnisse die Almbachklamm zu einem ganz besonders vielfältigen Lebensraum für die Pflanzenwelt, wo tiefere Lagen und Hochgebirge auf engstem Raum aufeinander treffen. Häufige Arten sind der Hasenlattich (Prenanthes purpurea), der Kahle Alpendost (Adenostyles glabra) und die Zwerg-Glockenblume (Campanula cochleariifolia). Die Almbachklamm ist aber auch einer der wenigen Fundorte des Alpenveilchens (Cyclamen purpurascens).

## Tierwelt
Die unzugänglichen Klammwände bieten eine große Vielzahl an verschiedenen Lebensräumen für die Tierwelt. Zahlreiche Insekten und Schmetterlingsarten bevölkern die höhergelegenen sonnigen Standorte, die dem Besucher meist verborgen bleiben oder unzugänglich sind.
Wer dagegen an nebligen, regnerischen und nicht zu kalten Tagen die Klamm besucht, wird mit Sicherheit dem Feuersalamander begegnen: als erwachsenes Tier bevorzugt er zwar die warm-feuchten Laubwälder, dagegen benötigen Salamanderweibchen die strömungsärmeren Gumpen des Almbaches, um im Frühjahr ihre Larven abzusetzen.
Ebenfalls an ruhigen Stellen im Bachbett sind den ganzen Sommer über bis zu knapp einem Zentimeter große Köcherfliegenlarven anzutreffen.
Größere Säugetiere wie die Gämse sind in der Almbachklamm allenfalls kurzzeitige Sommergäste; für sie ist es im Winter hier zu kalt und zu schattig, die Hänge sind dann überdies stark lawinengefährdet.

## Gesteine der Almbachklamm

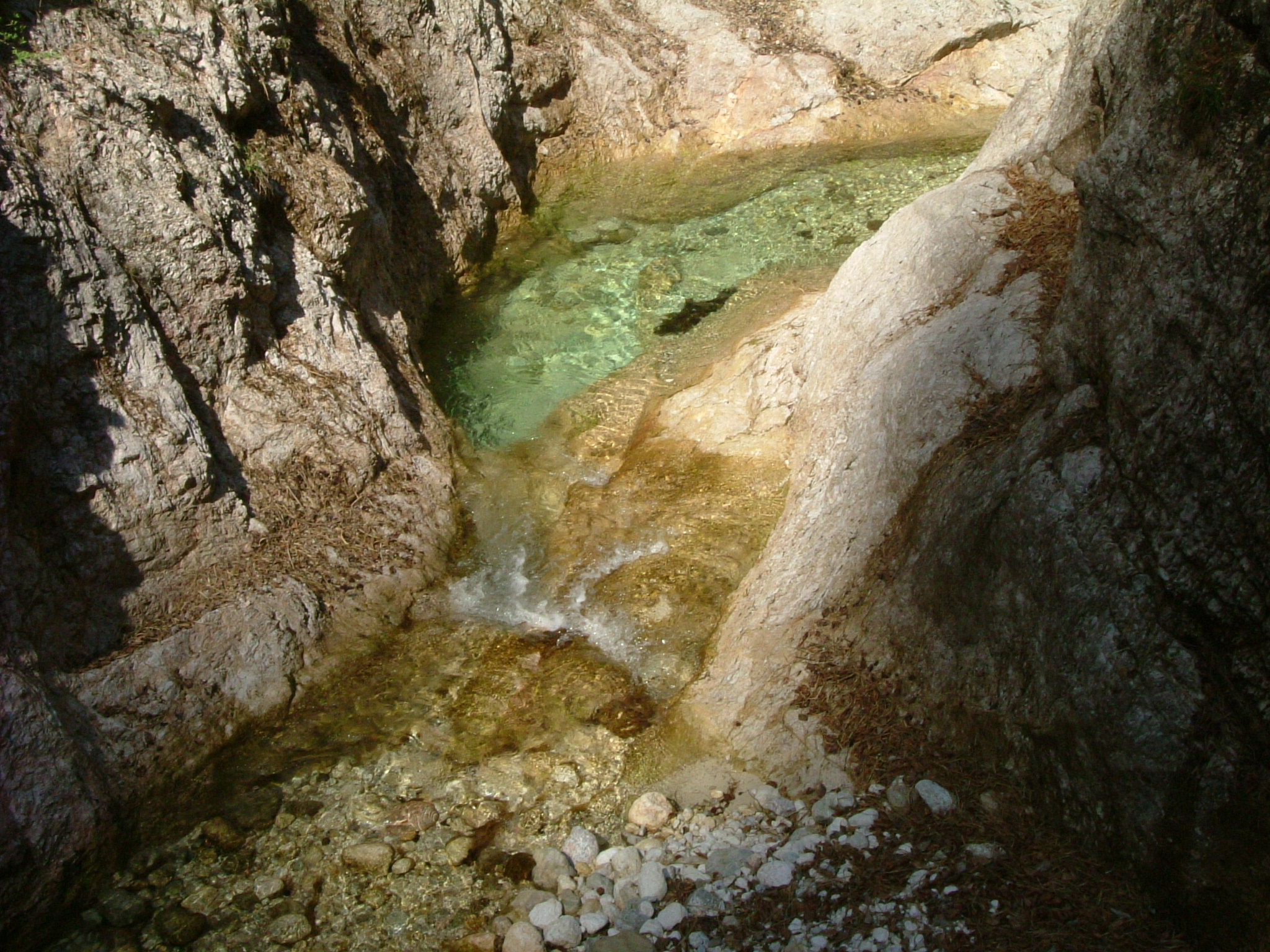
Impressionen aus der Almbachklamm

Kalk und Dolomit sind die bestimmenden Gesteine am Untersberg. Der Dachsteinkalk bildet die steilaufragenden Wände des Untersberges und die nach Nordwesten geneigte Hochfläche. Er geht nach unten in einen Dolomit über, in dem oft noch die Reste der gesteinsbildenden Meeresorganismen zu erkennen sind. Es folgt das geringmächtige Band der Raibler Schichten, die als Wasserstauer wirken und durch ihre tiefgründigere Bodenbildung einen üppigeren Bewuchs ermöglichen.
Das am meisten verbreitete Gestein im Klammbereich ist der helle Ramsaudolomit. Der dem Kalk sehr eng verwandte Dolomit besitzt  einen wesentlich höheren Anteil an Magnesium, was ihn hart und spröde macht und seine Verkarstung verhindert. Dolomit ist allerdings für mechanische Verwitterung anfällig: Wasser sprengt das Gestein beim Gefrieren, Schuttbildung ist die Folge.
Zu Beginn der Klamm stehen tonig-sandige Werfener Schichten an, die nach oben mergeliger und kalkiger werden, bis sie schließlich ohne scharfe Grenze in einen Dolomit übergehen.

## Niederschlag und Abfluss
Die Abflussverhältnisse am Untersberg werden durch die Gesteinsschichten bestimmt. Da das Gesteinspaket nach Nordwesten gekippt ist, verläuft auch die Hauptentwässerung in diese Richtung. Der Dachsteinkalk ist tiefgründig mit Klüften, Spalten und Höhlen durchzogen, das Regenwasser fließt im Gestein ab. Am Nordfuß des Untersberges tritt es erst wieder zutage und wird dort auch für die Wasserversorgung Salzburgs genutzt.
Die Raibler Schichten unter dem geringmächtigen Dolomit wirken als Wasserstauer. Es treten dort deshalb kleinere Quellen auf, die nach Osten und Süden entwässern. Hier nimmt das Einzugsgebiet des Almbaches seinen Anfang.
Auf dem darunter folgenden Dolomit findet Oberflächenabfluss statt, er ist von tiefgründigen Rinnen und Runsen durchzogen. Weit verzweigt entwässert der Almbach den ehemaligen Karboden. Durch sein Einschneiden hat er sich auch das Einzugsgebiet des Ludlgrabens und eines Teils von Ettenberg erschlossen, über den Sulzer Wasserfall erreicht das Wasser den Almbach.
Der noch wenig eingeschnittene Sulzer Wasserfall zeigt allerdings an, dass dies erst vor kurzer Zeit geschah. In ein paar tausend Jahren jedoch wird hier eine Seitenklamm des Almbaches entstanden sein.

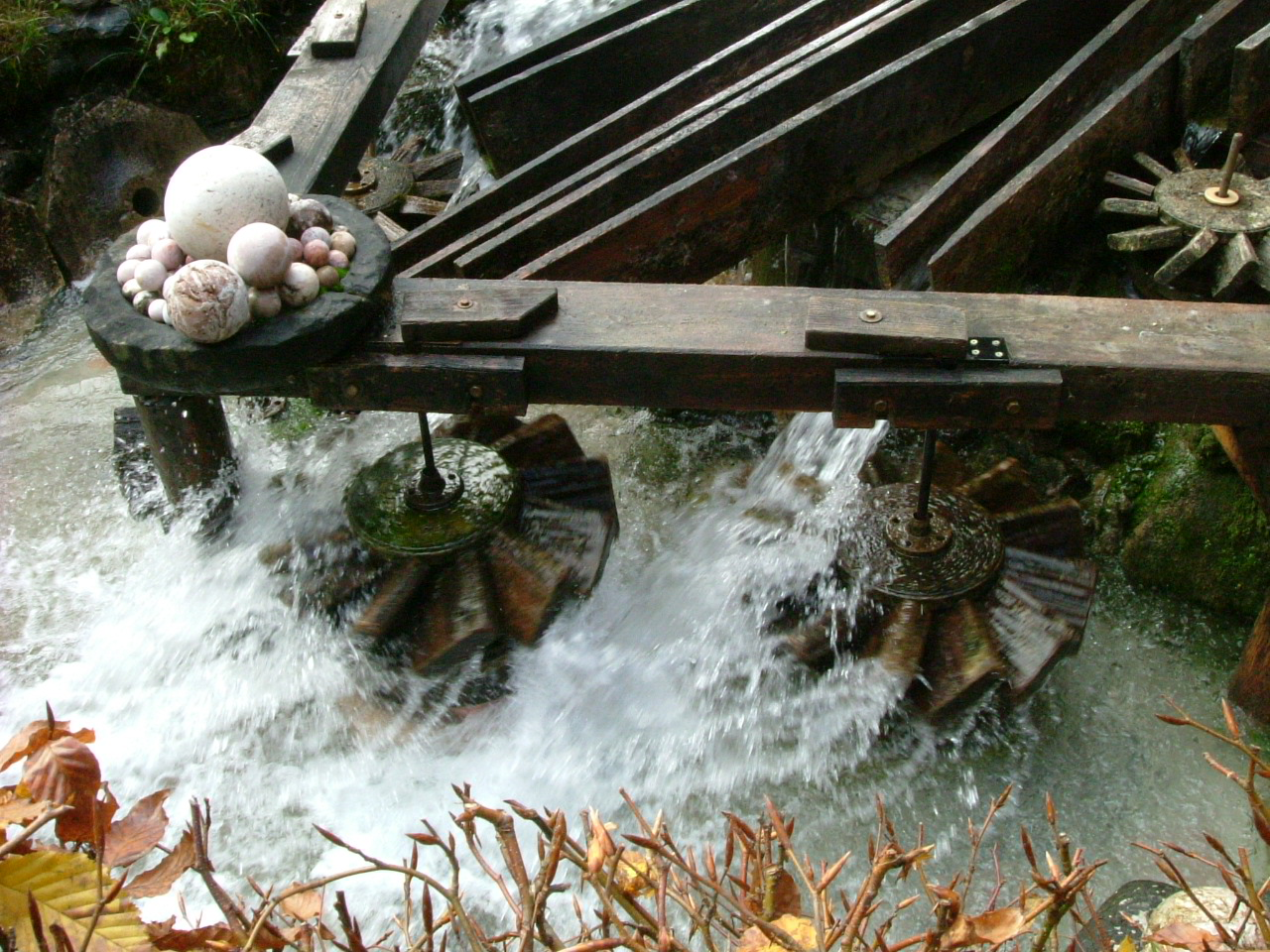
Kugelmühle am Ausgang der Almbachklamm

## Wanderweg durch die Klamm
Der 3 km lange Wanderweg durch die Klamm wurde 1894 innerhalb eines Monates von Soldaten der 2. und 4. Kompanie des Ingolstädter Pionierbataillons errichtet. Dabei wurden ein Tunnel, 29 Brücken und 320 Stufen angelegt, um die 200 m Höhenunterschied zu überwinden. Hochwässer, die besonders während der Schneeschmelze und Sommerunwettern auftreten, haben den Weg mehrfach zerstört, zum letzten Mal am 26. Juni 1998. Die Wiederherstellung der Wege und Brücken kostete damals 400.000 DM. Seit 1999 ist der Weg durch die Klamm von Anfang Mai bis Ende Oktober geöffnet. Am Ein- und Ausgang Hammerstiel wird eine Gebühr erhoben. Von Ettenberg aus ist die Klamm frei zugänglich. Wegen Lawinengefahr und Eisglätte sowie Schnee- und Eisbruch wird die Klamm im Winterhalbjahr für die Öffentlichkeit gesperrt.

## Sehenswürdigkeiten in der Klamm
Neben zahlreichen Wasserfällen sind in der Almbachklamm weitere interessante Bauwerke zu finden. Am Ausgang der Klamm ist noch eine durch Wasserkraft angetriebene Marmorkugelmühle in Betrieb. Sie ist die letzte noch produzierende Steinkugelmühle in Deutschland. Hier werden seit über 300 Jahren Steinkugeln und Murmeln, vorwiegend aus Untersberger Marmor hergestellt.

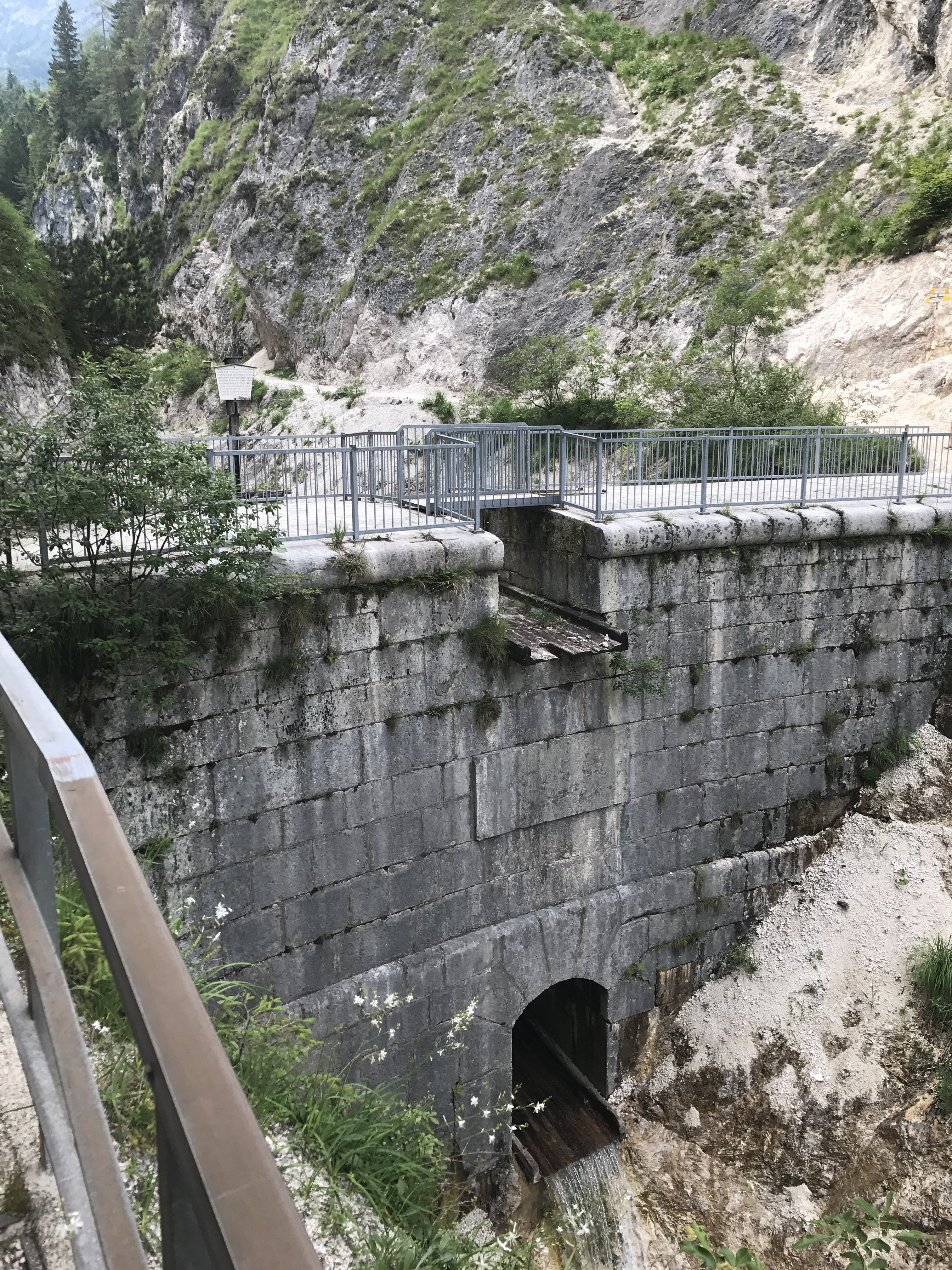
Theresienklause

Im oberen Teil der Klamm befindet sich die Theresienklause, die nach Therese von Sachsen-Hildburghausen, Königin von Bayern benannt wurde. Oberhalb der Staumauer der Klamm ließen sich bis zu 15.000 m³  Wasser aufstauen. Während der Holztrift, die in der Almbachklamm noch bis 1963 durchgeführt wurde, ließ man durch das Öffnen der Schleuse eine Flutwelle entstehen, von der  bis zu 4,5 m lange Holzstämme durch die Schlucht befördert wurden.
Der Sulzer Wasserfall, der auf dem Weg durch die Klamm passiert wird, ist mit seinen 114 Metern Fallhöhe der elfthöchste Wasserfall Deutschlands.

## Wandermöglichkeiten
- Am Ende der Almbachklamm zur Theresienklause bis nach Ettenberg, Gehzeit ca. 2,5 h.
- Am Ende der Almbachklamm nach Maria Gern und zurück, Gehzeit ca. 3h.
- Almbachklamm bis zum Steg 19 mit Besichtigung des Sulzer Wasserfalls, Gehzeit ca. 1,5 h.

## Öffnungszeiten
Die Öffnungszeiten sind (unverbindlich und ggf. schwankend): von Anfang Mai bis Ende Oktober, 8 – 19 Uhr.